# في خطو السرطان
في خطو السرطان (بالألمانية: Im Krebsgang) هي قصة نُشرت عام 2002 من تأليف الكاتب الألماني غونتر غراس الحائز على جائزة نوبل في الأدب سنة 1999. وترجمها للعربية كاميران حوج وصدرت عن منشورات الجمل سنة 2006.تعتبر هذه الرواية إحدى الأعمال الأدبية التي تعالج بعمق العلاقة المعقدة بين الماضي والحاضر، لا سيما كيف يؤثر التاريخ الألماني، وخصوصًا حقبة النازية والحرب العالمية الثانية، على الذاكرة الجماعية والهوية الوطنية المعاصرة. يعيد غراس في هذا العمل فتح نقاشات حادة حول مسؤولية الأجيال الجديدة تجاه ماضيها، من خلال استخدام أسلوب سردي يمزج بين الحقيقة التاريخية والخيال الأدبي، وبتوظيف رموز وشخصيات مستمدة من تاريخ المدينة الألمانية دانتسيغ (غدانسك حالياً).

## الحبكة
تدور الرواية حول شخصية الصحفي باول بوكريفكه، الذي وُلد في 30 يناير 1945، يوم غرق سفينة الركاب "فيلهلم غوستلوف" بعد أن أصابتها غواصة سوفييتية في بحر البلطيق، وهو الحادث الذي يعد أحد أكثر الكوارث البحرية دموية في التاريخ، إذ راح ضحيته أكثر من 9000 شخص، معظمهم من المدنيين الألمان الذين كانوا يفرون من التقدم السريع للجيش الأحمر في نهاية الحرب العالمية الثانية. كانت والدته تولا بوكريفكه من بين الناجين من الكارثة، وأنجبت بول مباشرة على متن سفينة الإنقاذ لوفي التي كانت ترافق السفينة الغارقة أثناء وقوع الحادث. لم يكن والد بول معروفًا له، مما يضيف طبقة من الغموض والتعقيد لهويته الشخصية، ويعكس بذلك شظايا كثيرة من الواقع الألماني في فترة ما بعد الحرب.تُظهر الرواية من خلال تحقيقات باول المتكررة محاولة لفهم هذا الحدث التاريخي من زوايا متعددة، كما تسلط الضوء على تأثير المأساة على عائلته وعلى الأجيال اللاحقة. يكتشف باول أن ابنه كونراد، الذي تربطه به علاقة متوترة بسبب الطلاق وتباين وجهات النظر السياسية، يتبنى أفكارًا قومية متطرفة، ويهتم بشكل ملحوظ بتاريخ السفينة، بل يحاول إعادة تفسير أحداث غرق "فيلهلم غوستلوف" من منظور قومي يميني متطرف.
تتطور الرواية لتكشف الصراعات النفسية والاجتماعية بين الشخصيات، كما تستعرض كيف يتم استغلال التاريخ والذاكرة عبر الإنترنت لإعادة إنتاج الأفكار الأيديولوجية، وخصوصًا في أجواء ما بعد الحرب الباردة التي تشهد تصاعد اليمين المتطرف في ألمانيا وأوروبا.

## الشخصيات الرئيسية
باول بوكريفكه : بطل الرواية والراوي الذي يربط بين ماضي الحرب وحاضر ألمانيا. هو صحفي مهووس بالتحقيق في قضية غرق السفينة، ويحاول مواجهة الموروثات التاريخية الصعبة التي تركتها الحرب، لكنه في الوقت نفسه يعاني من صراعات داخلية مع أسرته، خصوصًا مع ابنه كونراد الذي يتخذ مسارات مختلفة عن مبادئه.يمثل باول صوت العقل الذي يحاول فهم المأساة بكل أبعادها، لكنه يجد نفسه محاصرًا بين الحنين إلى الماضي وواقع الحاضر الملتبس.
تولا بوكريفكه :المرأة الصلبة الناجية من حادثة الغرق، وهي شخصية رمزية تمثل الذاكرة الألمانية الحية التي ترفض النسيان. تتميز تولا بحزمها وإصرارها على نقل تاريخ المأساة إلى الأجيال القادمة، إذ تشجع ابنها وابن حفيدها على تحمل المسؤولية الأدبية تجاه هذه المأساة. كما أنها تمثل الجيل الذي مر بالويلات المباشرة للحرب، وتحاول التأثير على المستقبل عبر رواية قصتها.
كونراد (كوني) بوكريفكه:الشاب الذكي والمعزول اجتماعيًا الذي يبرز في الرواية كرمز للشباب الألماني المعاصر، الذي يتعرض لصراعات هوية حادة. يتبنى كونراد أفكارًا قومية
ويمينية متطرفة، وينشئ موقعًا إلكترونيًا يُعيد فيه تمجيد ذكرى السفينة بأسلوب يبتعد عن التأريخ الموضوعي، ويتجه نحو الأيديولوجيا الوطنية المتطرفة. يظهر من خلاله خطر استغلال التاريخ لأغراض سياسية وشخصية، حيث ينتهي به المطاف إلى تكرار أحداث مأساوية في واقع اليوم، عبر فعل عنيف رمزي يشبه حادثة اغتيال "فيلهلم غوستلوف".
فولفغانغ ستريمبلين:شخصية تلعب دورًا مركزيًا في الحوار الرقمي عبر الإنترنت، حيث يتقمص دور ديفيد فرانكفورتر، قاتل "فيلهلم غوستلوف"، في حواراته مع كونراد. تمثل هذه الشخصية المواجهة الأيديولوجية بين المواقف اليهودية والنزية، وتسليط الضوء على التعقيدات الدينية والعرقية التي لا تزال تؤثر على العلاقات في المجتمع الألماني الحديث.

## الموضوعات الرئيسية
- الذاكرة الجماعية وتشكيل الهوية:* تناقش الرواية كيف تتشكل الذاكرة الوطنية بناءً على سرديات متباينة للأحداث التاريخية، وكيف يمكن أن تتصارع هذه الذاكرات عبر الأجيال، خاصة في المجتمعات التي عاشت صراعات داخلية عنيفة[9].

- التاريخ والحقيقة الأدبية:* يستخدم غراس مزيجًا من الحقائق التاريخية والخيال السردي، في محاولة لإظهار أن الحقيقة ليست دائمًا واضحة، وأن السرد الأدبي يمكن أن يلعب دورًا في إعادة تفسير الأحداث وتشكيل الوعي الجماعي[10].

- التكرار التاريخي والصراعات المعاصرة:* تعكس الرواية الخوف من تكرار الانقسامات والأفكار المتطرفة في العصر الحديث، خاصة في ظل صعود اليمين الشعبوي، وكيف يمكن للتاريخ أن يُستغل لإضفاء شرعية على هذه الحركات.

## العلاقة بأعمال غراس الأخرى
تشكل هذه الرواية امتدادًا لأعمال غراس السابقة، وخاصة "ثلاثية دانتسيغ" التي تناولت تاريخ المدينة الألمانية غدانسك. تعتبر "في خطو السرطان" جزءًا من "خماسية دانتسيغ"، التي تضم أيضًا روايات مثل Örtlich betäubt، حيث تستمر من خلالها محاولات غراس لتوثيق الصراعات التاريخية وتأثيرها على المجتمع الألماني.

## الاستقبال والنقد
لاقى العمل استحسانًا نقديًا كبيرًا بفضل جرأته في مواجهة تاريخ ألماني معقد ومؤلم. اعتبره النقاد دراسة عميقة لآليات الذاكرة الجماعية، وقدروا أسلوب غراس السردي المميز الذي يمزج التاريخ بالخيال ليخلق نصًا غنيًا بالتأمل والتحليل. في المقابل، وجه بعض النقاد انتقادات للرواية بسبب إظهارها للتيارات اليمينية المتطرفة بطريقة قد تُفسر على أنها تبرير أو محاولة لفهمها بشكل مفرط، وهو ما أثار نقاشات واسعة حول حدود الأدب في التعامل مع القضايا السياسية والاجتماعية الحساسة.

## روابط خارجية
- مراجعات وتلخيصات في موقع Perlentaucher (بالألمانية)
- Zusammenfassung Kapitelorientiert, ZUM e.V.